# معاهدة لوزان
معاهدةُ لوزانَ (بالإنجليزية: Treaty of Lausanne) ويُشارُ إليها أحياناً باسمِ «معاهدةِ لوزانَ الثانيةِ» مقابلَ معاهدةِ أوشي عامَ 1912م التي تُعرفُ بمعاهدة لوزانَ الأولى، وسُمّيتْ باسمِ مدينةِ لوزانَ في سويسرا حيثُ جرى توقيعُهَا، وتمخضتْ عنْ مفاوضاتِ مؤتمرِ لوزانَ (بالإنجليزية: Lausanne Conference of 22–1923) الذي افتتحَ في نوفمبرَ/تشرينَ الثاني منْ عامِ 1922م بينَ ترْكيا منْ جهةٍ، وبينَ بريطانيا وفرنسا-الجمهوريةِ الثالثةِ (كانَ «ريمون بوانكاريه» رئيسَ وزرائِها وقتذاك)، ومملكةِ إيطاليا (وكانَ بينيتُّو موسوليني قدْ وصلَ إلى السلطةِ عامَ 1922م)، واليونانِ بشكلٍ رئيسيٍّ ومعها بقيةُ دولِ الحلفاءِ يوغوسلافْيا ورومانْيا واليابانِ منْ جهةٍ أخرى.
تعثّرتِ المفاوضاتُ عدةَ مراتٍ وفي الرابعِ من فبرايرَ/شباطَ من العامِ 1923م رفضَ الوفدُ التركيُّ برئاسةِ عصمة إينونو (بالتركية: İsmet İnönü) رئيسِ أركانِ الجيشِ التركيِّ التوقيعَ، وغادرَ اللورد كرزون (بالإنجليزية: Curzon) رئيسُ الوفدِ البريطانيِّ لوزانَ وبدا أنَّ المفاوضاتِ انهارتْ. في النهايةِ أُبرمتْ معاهدةُ لوزانَ في الرابعِ والعشرينَ منْ يوليو/تموز 1923م كمعاهدةِ سلامٍ، وبمقتضاها ألغيَتْ معاهدةُ سيفرَ (بالإنجليزية: Treaty of Sèvres) لعامِ 1920م التي أُجْبرتِ الدولةُ العثمانيةُ على توقيعِهَا بوصفِهَا إحدى الدولِ الخاسرَةِ في الحربِ العالميةِ الأولى.
تمَّ بموجبِ «معاهدةِ لوزانَ» إقرارُ تسويةٍ نهائيّةٍ لوضعِ الأناضولِ وتراقيا (بالإنجليزية: Thrace) الشرقيةِ (القسمُ الأوروبيُّ من تركيَّا الحاليّةِ) في الدولةِ العثمانيةِ، وذلكَ كنتيجةٍ لحربِ الاستقلالِ التركيةِ بينَ قواتِ الحلفاءِ في الحربِ العالميةِ الأولى والجمعيّةِ الوطنيّةِ العُليا في تركيَّا المسيْطّرِِ عليها منْ قبلِ الحركةِ القوميّةِ التركيّةِ بقيادةِ "مصطفى كمال".
أفضتِ المعاهدةُ إلى اعترافٍ دوليٍّ بالجمهوريةِ التركيّةِ التي استُحدِثتْ على أراضي الإمبراطوريّةِ العثمانيّةِ في الأناضولِ وتراقيا الشرقية.

## الخلفيَّةُالسياسيَّةُ

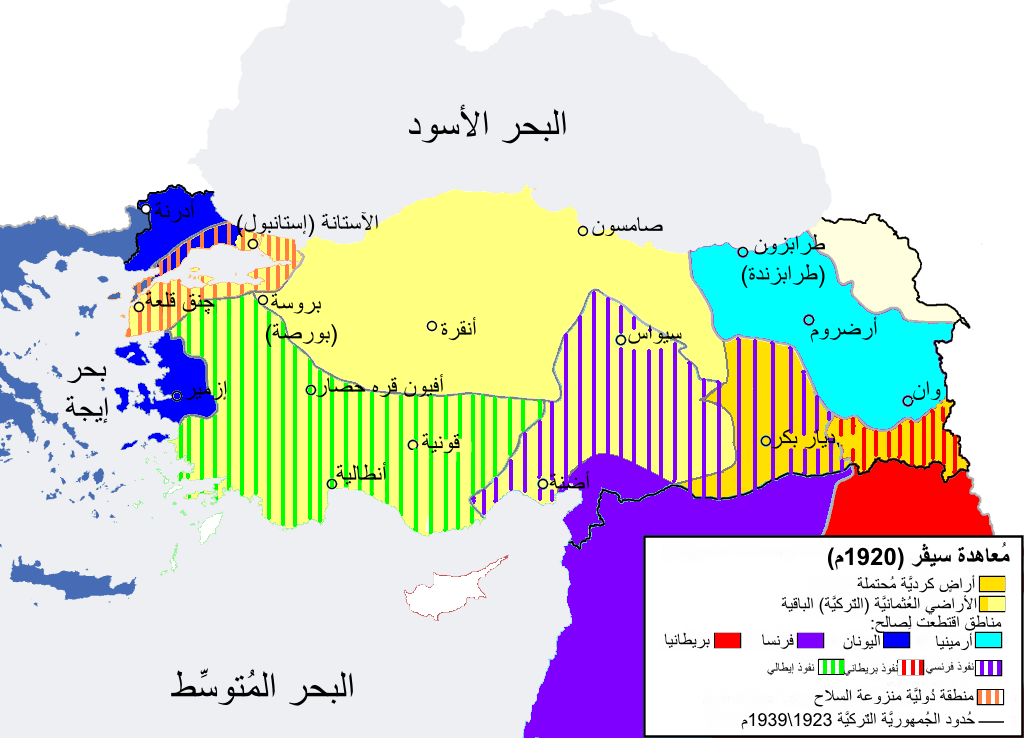
حدودُ تركيَّا وفقاً لمعاهدةِ سيفرَ.

كانتْ معاهدةَ سيفرَ (بالإنجليزية: Treaty of Sèvres) (وقعتْ 10 أغسطس/آب 1920م) مُجْحفةً بحقِّ الشعبِ التركيِّ، وللدولةِ العثمانيةِ بالأخصِّ، فقدِ اقْتطعتْ مناطقَ واسعةً يقطنُهَا أتراكٌ من تركيَّا، واعترفتْ باحْتلالِ مناطقَ أخرى في الأناضولِ جرى الاستيلاءُ عليها أواخرَ الحربِ العالميَّةِ الأولى. كانتْ تركيَّا الحاليَّةُ مقسَّمةً إلى أربعِ مناطقِ احتلالٍ تسيطرُ عليها جيوشُ أربعِ دولٍ هيَ بريطانْيا في إسطنبولَ والمضائقِ، واليونانِ في إزميرَ (أو سميرنا باليونانيِّةِ) وما حولَهَا، وإيطاليا على الساحلٍ الجنوبيِّ وجنوبِ غربيٍّ الأناضولِ، وفرنسا في قيليقيَا جنوبَ شرقيِّ الأناضولِ،
قرَّرتِ المعاهدةُ كذلكَ دولةً جديدةً لم تكنْ منْ قبلُ هيَ أرمينيَا شرقَ الأناضولِ وتضمُّ مدنَ وانَ في الجنوبِ وقارصَ وأرضرومَ في الوسط وطرابزونَ على ساحلِ البحرِ الأسودِ، وإقليماً ذا حكمٍ ذاتيٍّ هوَ كردستانُ في الجنوبِ الشرقيِّ منْ الأناضولِ، وألزمتِ الدولةَ العثمانيَّةَ على الاحتفاظِ بأسطولٍ بحريٍّ وجيشٍ صغيرينِ من دونِ سلاحٍ ثقيلٍ وطيرانٍ وسفنٍ حربيَّةٍ، ووضْعِ ميزانيَّتِها تحتَ إشرافِ هيئةٍ ماليةٍ من الحلفاءِ لضمانِ سدادِ دينِها العامِّ. أبقتِ المعاهدةُ المناطقَ المركزيةَ الوسطى والشماليةَ منْ هضبةِ الأناضولِ كدولةٍ تركيَّةٍ.
كانتِ الأستانةُ تحت الاحتلالِ البريطانيِّ عندما اضطرَ السلطانُ محمدٌ السادسُ (تولى 4 يوليو/تموز 1918م إلى 1 نوفمبر/تشرينَ الثاني 1922م) العثمانيُّ لتوقيعِ معاهدةِ سيفرَ مُرْغماً تحتَ ضغطِ الإنجليزِ. أعلنَ مصطفى كمال رفضهُ، وبما تحتَ يديهِ منْ قواتٍ جمعَ ممثلينَ عنِ الولاياتِ منَ أنصارهِ والذينَ اجتمعوا في أنقرا باسمِ "الجمعيّةِ الوطنيّةِ العُليا" وصوّتوا على رفضِ المعاهدةِ، وهكذا تشكلت سلطتانِ تتنازعانِ السيادةَ، واحدةٌ بإمرةِ السلطانِ في إسطنبولَ، وأخرى في أنقرا والتي هزمت جيشَ الخليفة الذي أرسلَ للقضاءِ على التمرد.
استأنفَ مصطفى كمال الحربَ ضدَّ الحلفاءِ فيما سمَّاهُ حربَ الاستقلالِ، فانتصرَ على اليونانيينَ في حربٍ كانَتْ ذروتها في معركة سقاريَا وأجلاهم من الأناضولِ، وعلى الطليانِ، وعلى الفرنسييّنَ الذين وقّعوا معه «اتفاقيّةََ أنقرا» لعامِ 1921م، وأخْلَوا لهُ قيليقيَا.
أعلن مصطفى كمال إلغاءَ السلطنةِ (بموجبِ تصويتِ الجمعيةِ الوطنيةِ في الأولِ منْ نوفمبرَ) وتوليةَ وليِّ العهدِ باسمِ الخليفةِ عبدِ المجيدِ الثاني (تولى منْ 19 نوفمبرَ/تشرينَ الثاني 1922م إلى 3 مارسَ/آذارَ 1924م) كمنصبٍ دينيٍَ فقطْ منْ دونِ صلاحياتٍ حكوميةٍ أو تنفيذيةٍ، وبعدَ ثلاثةِ أيامٍ من توليةِ الخليفةِ افتتحَ مؤتمرُ لوزانَ، ويعتقدُ على نطاقٍ واسعٍ أنهُ كانَ شرطَ الإنجليزِ لبدءِ المفاوضاتِ حولَ معاهدةٍ جديدةٍ بشأنِ مستقبلِ تركيا.

## شروط المعاهدة
| الجزء |
| --- |
| اتفاقية المضائق التركية |
| التجارة (إلغاء الامتيازات) - نصت المادة 28 على ما يلي: "يوافق كل طرف من الأطراف السامية المتعاقدة بموجب هذا، بقدر ما يعنيه، على الإلغاء الكامل للامتيازات في تركيا من جميع النواحي. |
| الاتفاقية |
| الملحقات |

نصت المعاهدة على استقلال جمهورية تركيا ولكن أيضًا على حماية الأقلية المسيحية الأرثوذكسية اليونانية في تركيا والأقلية المسلمة في اليونان. ومع ذلك، فقد تم بالفعل ترحيل معظم السكان المسيحيين في تركيا والسكان المسلمين في اليونان بموجب الاتفاقية السابقة المتعلقة بتبادل السكان اليونانيين والأتراك التي وقعتها اليونان وتركيا. تم استبعاد الروم الأرثوذكس في القسطنطينية وإمبروس وتينيدوس (حوالي 270.000 في ذلك الوقت)،  والسكان المسلمين في تراقيا الغربية (حوالي 129.120 في عام 1923). منحت المادة 14 من المعاهدة جزيرتي إمبروس (جوكسيادا) وتينيدوس (بوزكادا) «منظمة إدارية خاصة»، وهو حق ألغته الحكومة التركية في 17 فبراير 1926.
كما قبلت تركيا رسميًا خسارة قبرص (التي تم تأجيرها للإمبراطورية البريطانية بعد مؤتمر برلين عام 1878، لكنها ظلت بحكم القانون أرضًا عثمانية حتى الحرب العالمية الأولى). مصر والسودان الأنجلو-مصري (كلاهما احتلتهما القوات البريطانية بذريعة «إخماد ثورة عرابي واستعادة النظام» في عام 1882، لكن بحكم القانون بقيت أراضي عثمانية حتى الحرب العالمية الأولى) أعطيت للإمبراطورية البريطانية، التي ضمتهم من جانب واحد في 5 نوفمبر 1914. [3] تُرك مصير محافظة الموصل ليتم تحديده من خلال عصبة الأمم. كما تخلت تركيا صراحةً عن جميع مطالباتها بجزر دوديكانيسيا، والتي اضطرت إيطاليا لإعادتها إلى تركيا وفقًا للمادة 2 من معاهدة أوشي في عام 1912 بعد الحرب الإيطالية التركية (1911-1912).

## بنود المعاهدة
اشتملت معاهدة لوزان على 143 مادة تم تقسيمها إلى عدة أقسام رئيسية، منها المضائق التركية، والتي تم تعديلها بعد ذلك من خلال معاهدة مونترو عام 1936، وإلغاء التعهدات بشكل تبادلي، وكذلك تبادل السكان بين اليونان وتركيا، فضلاً عن الاتفاقيات المشتركة الموقعة بين الطرفين، وغيرها. ونصت بنود المعاهدة على استقلال تركيا وتحديد حدودها، كما نصت كذلك على حماية الأقليات المسيحية اليونانية الأرثوذكسية في تركيا، وكذلك حماية الأقليات المسلمة في اليونان.
| الرقم       | القسم |
| ----------- | --- |
|             | الديباجة |
| المادة I    | البنود السياسية |
| المادة II   | البنود المالية |
| المادة III  | البنود الاقتصادية |
| المادة IV   | الاتصالات والمسائل الصحية |
| المادة V    | أحكام متعددة |
| المادة IV.  | اتفاقية احترام شروط الإقامة والأعمال والاختصاص |
| المادة V    | الاتفاقية التجارية |
| المادة VI   | اتفاقية بشأن التبادل بين السكان اليونانيين والأتراك |
| المادة VII  | اتفاقية بين اليونان وتركيا بشأن التعويض المتبادل للمدنيين المعتقلين وتبادل أسرى الحرب |
| المادة VIII | إعلان متعلق بالعفو |
| المادة IX   | إعلان متعلق بملكيات المسلمين في اليونان |
| المادة X    | إعلان متعلق بالمسائل الصحية في تركيا |
| المادة XI   | إعلان بشأن إقامة العدل في تركيا |
| المادة XII  | بروتوكول يتعلق ببعض الامتيازات الممنوحة في الدولة العثمانية |
| المادة XIII | بروتوكول يتعلق بانضمام بلجيكا والبرتغال لاحتواء الأحكام والصكوك الموقعة في لوزان |
| المادة XIV  | البروتوكول المتعلق بإخلاء الأراضي التركية التي احتلتها القوات البريطانية والفرنسية والإيطالية |
| المادة XV   | البروتوكول المتعلق بإقليم كاراجاتش وجزر إمبروس وتينيدوس |
| المادة XVI  | البروتوكول المتعلق بالمعاهدة المبرمة في سيفر بين دول الحلفاء الرئيسية واليونان في 10 أغسطس 1920، بشأن حماية الأقليات في اليونان، والمعاهدة المبرمة في نفس اليوم بين نفس الدول فيما يتعلق بتراقيا. |
| المادة XVII | البروتوكول المتعلق بالتوقيع من قبل الدولة الصربية - الكرواتية - السلوفينية |

## الحدودُ

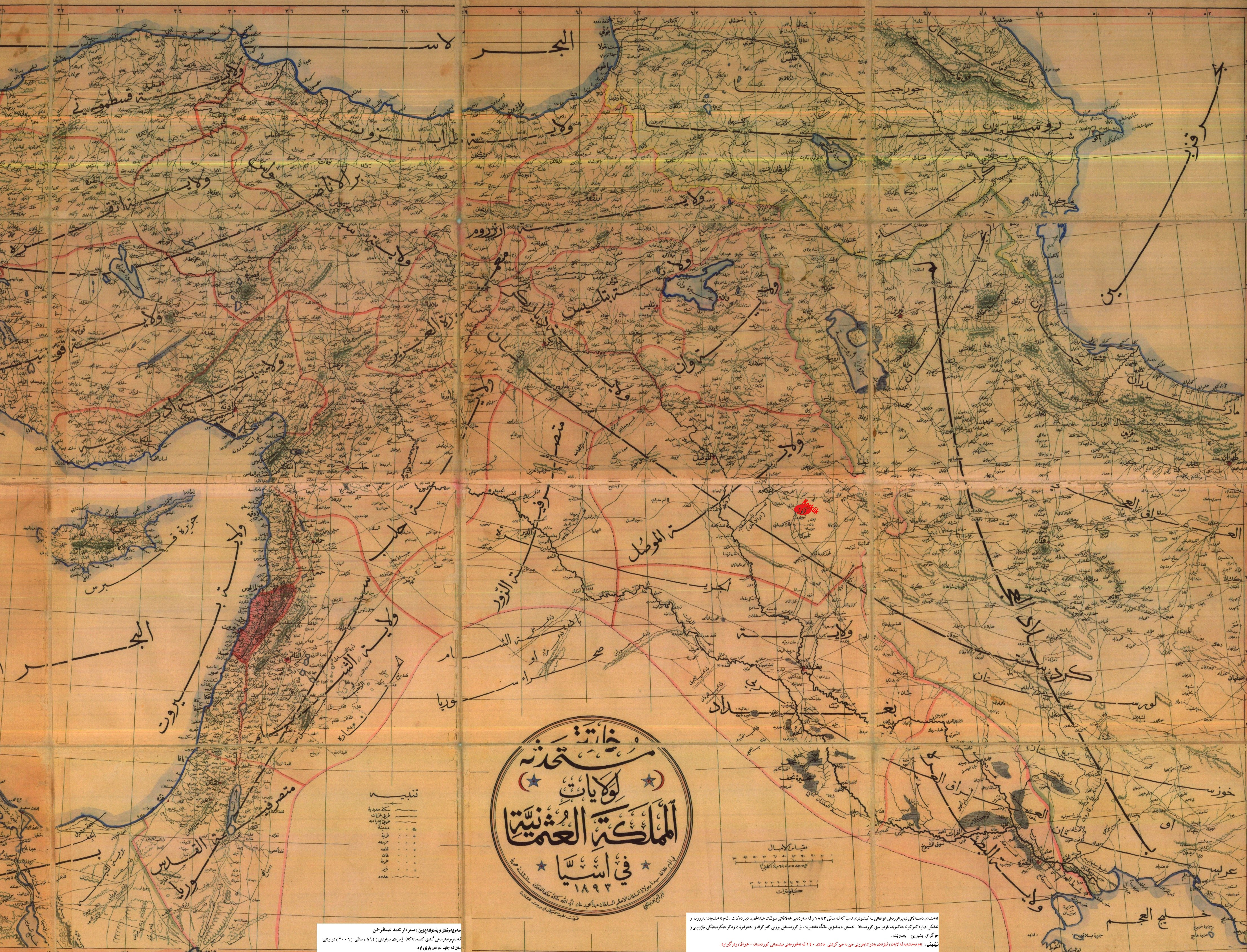
خارطة الولاياتِ العثمانيةِ في المشرقِ العربيِّ لعامِ (1311هـ/1893م) تُظهرُ معظمَ الأقاليمِ السوريةِ الشماليةِ ضمنَ ولاياتِ حلبَ وأضنةَ (أدنة) وديار بكرٍ إضافةً إلى متصرفيَّةِ الزور.

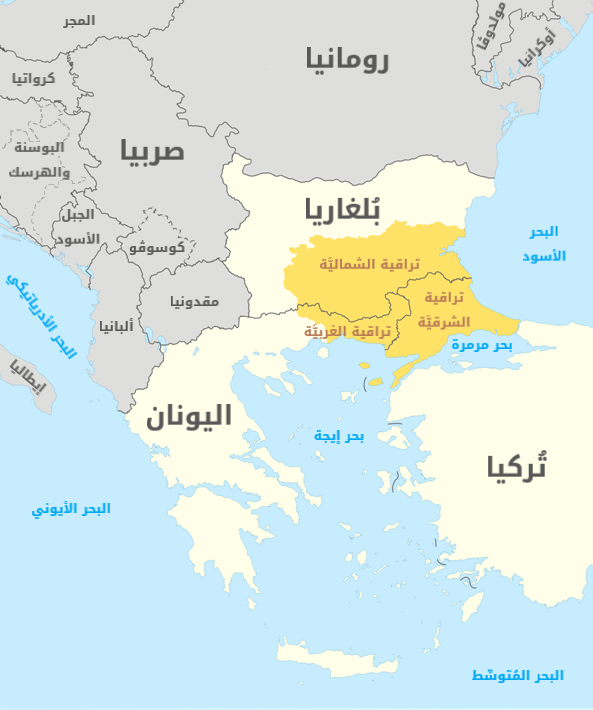
إقليمُ تراقْيا (بالأصفر) ضمنَ الحدودِ السياسيّةِ الحاليّةِ لكلٍّ منْ تركيَّا وبلغاريَا واليونانِ، كما تظهرُ التقسيماتُ السياسيةُ الحاليّةُ لدولِ البلقانِ.

رسمَتِ المعاهدةُ حدودَ عدَّةِ بلدانٍ مثلَ اليونانِ وبلغارْيَا وتركيَّا الحاليّةِ وسوريَّا و العراقِ. في أوروبا تنازلتْ تركيَّا عن مطالبِهَا بجزرِ الدوديكانيز في بحرِ إيجه (الفقرةُ الخامسةَ عشرةَ)، واكتفتْ بربعِ مساحةِ إقليمِ تراقْيا (أقلَّ بقليلٍ منْ أربعةٍ وعشرينَ (24) ألفَ كمᒾ) أو ما يعرفُ بتراقيا الشرقيّةِ، كما تنازلتْ عنْ قبرصَ (الفقرةُ العشرونَ) (كانتْ فعلياً تحتَ الإدارةِ البريطانيّةِ والسيادةِ الاسميّةِ العثمانيّةِ منذُ عامِ 1878م، وضمّتْها بريطانيا بدايةَ الحربِ العالميةِ الأولى).
وفي إفريقْيا أقرتْ بالتخلي عنْ مصرَ (أعلنتْ بريطانْيا عليها الحمايةَ بدايةَ الحربِ وفصلتها نهائيّاَ عنِ الدولة العثمانيّةِ)، والسودانِ (وكانَ تحتَ الحكمِ الإنجليزي-المصري المشترك) (الفقرةُ السابعةَ عشرةَ)، كما تنازلتْ أيضاً عنِ امتيازاتِهَا في ليبيَا (وكانتْ قدْ حُدّدتْ في «الفقرةِ العاشرةِ» من «معاهدةِ أوشي» بينَ الدولةِ العثمانيَّةِ ومملكةِ إيطاليا سنةَ 1912م) بموجبِ نصَِ «الفقرةِ الثانيةِ والعشرينَ» منْ «معاهدةِ لوزانَ» لعامِ 1923م.
أما بالنسبةِ إلى سوريَا، فقدْ ضُمِّنّتْ اتفاقيّةُ أنقرا (20 أوكتوبرَ/تشرينَ الأول 1921م) بينَ فرنْسا كممثلٍ دوليَّ عنْ سوريا بموجبِ صكِّ الانتدابِ وتركيَا حولَ ترسيمِ الحدودِ السوريَةِ-التركيةِ في المعاهدةِ (الفقرةُ الثالثةُ - البندُ الأولُ) الأمرُ الذي عنى فعليّاً اعترافاً دوليَّاً لما نتجَ عن تلكَ الاتفاقيةِ منْ ضمَّ تركيَّا لأراضٍ واسعةٍ منْ قيليقيَا العربيَّةِ (أو ما عُرفَ بالأقاليمِ السوريةِ الشماليةِ) والتي كانتْ تابعةً -فيما سبقَ- لولاياتِ (بالتركية: Vilayet) أضنةَ وحلبَ وديار بكرٍ (أو آمدَ قديماً) ومتصرفيَّةِ الزور العثمانيَّةِ وتبلغُ مساحتُهَا حواليْ خمسينَ ألفَ كم²، وتضمُّ منَ الغربِ إلى الشرقِ مدنَ ومناطقَ مَرْسينَ، وطرسوسَ، وأضنةَ، وعنتابَ، وكِلِّسَ، ومرعشَ، وأورفَا، وبيرة جك، وحرَّانَ، وماردينَ، ونُصَيْبينَ، وجزيرةَ ابنِ عمرَ.
أما العراقُ فاتُّفقَ على ترسيمِ الحدودِ خلالَ تسعةِ شهورٍ من تاريخهِ بين بريطانيا كدولةٍ منتدبةٍ تمثلُ العراقَِ وتركيَّا، وإذا لم يتوصلِ الطرفانِِ لاتفاقٍ تحالُ القضيةُ إلى عصبةِ الأممِ (الفقرةُ الثالثةُ - البندُ الثاني). وتنازلتْ تركيَّا عنْ أيِّ مطالبَ في اليمنِ وعسيرَ والحجازِ بما في ذلك المدينةُ المنورةُ (والتي لم تسلم إلا بعد هدنةِ مودروسَ التي أنهتِ القتالَ بين تركيِا والحلفاء).
| تاريخ                                           | مقارنة مساحاتِ دولِ الشرقِ الأدنى ما بينَ عوامِ 1914م و1920م وحالياً (للدولِ التي تناولتها معاهدةُ لوزانَ) ميلٌ مربعٌ (كم²)                                                               | مقارنة مساحاتِ دولِ الشرقِ الأدنى ما بينَ عوامِ 1914م و1920م وحالياً (للدولِ التي تناولتها معاهدةُ لوزانَ) ميلٌ مربعٌ (كم²) | مقارنة مساحاتِ دولِ الشرقِ الأدنى ما بينَ عوامِ 1914م و1920م وحالياً (للدولِ التي تناولتها معاهدةُ لوزانَ) ميلٌ مربعٌ (كم²)                                                                                 | مقارنة مساحاتِ دولِ الشرقِ الأدنى ما بينَ عوامِ 1914م و1920م وحالياً (للدولِ التي تناولتها معاهدةُ لوزانَ) ميلٌ مربعٌ (كم²) | مقارنة مساحاتِ دولِ الشرقِ الأدنى ما بينَ عوامِ 1914م و1920م وحالياً (للدولِ التي تناولتها معاهدةُ لوزانَ) ميلٌ مربعٌ (كم²) | مقارنة مساحاتِ دولِ الشرقِ الأدنى ما بينَ عوامِ 1914م و1920م وحالياً (للدولِ التي تناولتها معاهدةُ لوزانَ) ميلٌ مربعٌ (كم²) | مقارنة مساحاتِ دولِ الشرقِ الأدنى ما بينَ عوامِ 1914م و1920م وحالياً (للدولِ التي تناولتها معاهدةُ لوزانَ) ميلٌ مربعٌ (كم²) | مقارنة مساحاتِ دولِ الشرقِ الأدنى ما بينَ عوامِ 1914م و1920م وحالياً (للدولِ التي تناولتها معاهدةُ لوزانَ) ميلٌ مربعٌ (كم²) |
| ----------------------------------------------- | --- | --- | --- | --- | --- | --- | --- | --- |
| 1914                                            | الإمبراطوريةُ العثمانيةُ 1,589,540 كـم2 (613,724 ميل2) | الإمبراطوريةُ العثمانيةُ 1,589,540 كـم2 (613,724 ميل2)                                                             | الإمبراطوريةُ العثمانيةُ 1,589,540 كـم2 (613,724 ميل2) | الإمبراطوريةُ العثمانيةُ 1,589,540 كـم2 (613,724 ميل2)                                                             | الإمبراطوريةُ العثمانيةُ 1,589,540 كـم2 (613,724 ميل2)                                                             | الإمبراطوريةُ العثمانيةُ 1,589,540 كـم2 (613,724 ميل2)                                                             | الإمبراطوريةُ العثمانيةُ 1,589,540 كـم2 (613,724 ميل2)                                                             | الإمبراطوريةُ العثمانيةُ 1,589,540 كـم2 (613,724 ميل2)                                                             |
| 1920 بموجبِ معاهدةِ سيفرَ وحدودِ الاحتلالِ عقبَ الحربِ | الإمبراطوريةُ العثمانيةُ 175,000 ميل2 (453,000 كـم2) | أرمينيا 62,000 ميل2 (160,000 كـم2)                                                                               | سوريا الطبيعيّةُ بما فيها لبنانُ وفلسطينُ وشرقُ الأردنِ 140,000 ميل2 (350,000 كـم2) | العراق 140,000 ميل2 (370,000 كـم2)                                                                               | الحجاز 100,000 ميل2 (260,000 كـم2)                                                                               | عسير 35,000 ميل2 (91,000 كـم2)                                                                                   | اليمن 73,000 ميل2 (190,000 كـم2)                                                                                 | |
| حالياً                                           | تركيا (أضيفَ لها «الأقاليمُ السوريّةُ الشماليّةُ» (غيرُ معروفةٍ بدقةٍ لكن تقدرُ تقريباً بحواليْ 50,000 كم²) عامَ 1920م؛ و«لواءُ اسكندرونَ» (4800 كم²) عامَ 1939م) 301,380 ميل2 (780,580 كـم2). | أرمينيا (لمْ تُقرَّها معاهدةُ لوزان).                                                                                 | سوريا الحاليةُ (اقتطعَ منها عامَ 1939م "لواءُ اسكندرونَ" 4800 كم²) 71,500 ميل2 (185,180 كـم2)، ولبنانُ 4,100 ميل2 (10,500 كـم2)، والأردنُ 34,000 ميل2 (89,000 كـم2)، وفلسطينُ 10,000 ميل2 (27,000 كـم2). | العراق 169,000 ميل2 (437,000 كـم2).                                                                              | الحجاز (ضمّتْ إلى السعوديةِ عامَيْ 24-1925م).                                                                         | عسير (ضمّتْ إلى السعوديةِ عامَ 1932م).                                                                               | اليمنُ (بما فيها اليمنُ الجنوبيُّ 337,000 كم² بعدَ ضمهِ عامَ 1990م) 204,000 ميل2 (528,000 كـم2).                        | |

## مواضيعُ شائكة ومصالحُ متشابكة
تألفتْ معاهدةُ لوزانَ منْ ثلاثةٍ وأربعينَ ومئةِ بندٍ دُونتْ في عدَّةِ أبوابٍ رئيسةٍ وهيَ: مؤتمرُ المضائقِ التركيَّةِ، تبادلُ إلغاءِ التعهُّداتِ، تبادلُ السُّكانِ بينَ اليونانِ وتركيَّا، الاتفاقيَّاتُ، الرسائلُ المُلزمةُ، وقدْ نصَّتْ بنودُ المعاهدةِ على استقلالِ تركيَّا بالدرجةِ الأولى وتحديدِ حدودِهَا كما سبقَ،

### مسألةُ الأقليّاتِ
نصَّتْ المعاهدةُ على حمايةِ الأقليَّاتِ المسيحيَّةِ اليونانيَّةِ الأرثوذكسيَّةِ في تركيَّا وحمايةِ الأقليَّاتِ المسلمةِ في اليونانِ، على أنَّ معظمَ سُكَّانِ تركيَّا المسيحيينَ وسكانِ اليونانِ المسلمينَ في ذلكَ الوقتِ كانوا قدْ هُجِّروا وفقَ اتفاقيّةِ تبادلِ السكانِ الأتراكِ واليونانييِّن التي سبقَتْ توقيعَ هذهِ المعاهدةِ (اتفاقيةُ التبادلِ السكاني بينَ اليونانِ وتركيا 1923)، وتمَّ استثناءُ سكّانِ إسطنبولَ وجزيرتَيْ إمبروسَ وتندوسَ وبلغَ عددُهُمْ حوالَيْ مئتينِ وسبعينَ ألفاً تقريباً وقتذاك، وكذلكَ استثناءُ السُّكانِ المسلمينّ الذين يقطنونَ في اتراقيا الغربيَّةِ أي غربيَّ الجزءِ الأوروبيّ منْ تركيَّا الحاليَّةِ وبلغَ عددُهُمْ مئةً وعشرينَ ألفاً تقريباً في ذلكَ الحينِ.

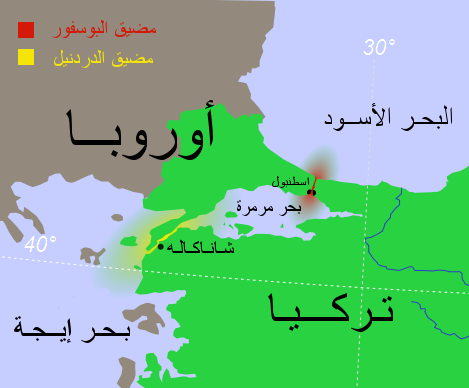
يُعرفُ مضيقا البوسفورِ (بالأحمرِ)، والدردنيلِ (بالأصفرِ)، وبحرِ مرمرةَ باسمِ المضائقِ التركيّةِ، تشكلُ شبهُ جزيرةِ جاليبولي المتطاولةُ القسمَ الأوروبيَّ من مضيقِ الدردنيلِ حيثُ جرتْ وقائعُ حملةِ جاليبولي الفاشلةِ (15-1916) في جنوبيّها.

### مسألةُ الموصلِ
في الرابعِ منْ فبرايرَ/شباطَ 1923م -وبينما كان مؤتمرُ لوزانَ لايزال منعقداً- وبسببِ تعنتِ الطرفينِ -حيثُ طالب كلٌّ منهما بمنطقةِ الموصلِ- فقدِ اتفقا على إرجاءِ الخلافِ وسحبهِ من جدولِ الأعمالِ بسببِ جمودِ المواقفِ الذي كان حادَّاً للغاية. منذ الحربِ سعى الإنجليزُ لاحتواءِ التهديدِ البلشفيِّ عبرَ توسيعِ وجودِهم في مناطقِ الشرقِ الأدنى في العراقِ وحولَ إيرانَ وتركيا. فيما طالبتْ تركيا بإصرارٍ بالمنطقةِ على أساسِ الوحدةِ العرقيّةِ بينَ الأتراكِ والأكرادِ، وأنَّ معظمَ تجارةِ المنطقةِ كانتْ معَ الأناضولِ، وأنَّ احتلالَ الحلفاءِ غيرُ شرعيٍّ وبحقِّ تقريرِ المصيرِ للمنطقةِ التي يريدَ سكانها بالفعلِ أن يكونوا جزءاً من تركيا. فنَّدَ اللورد كرزون الادّعاءاتِ التركيّةَ بأنَّ غالبيةَ السكانِ كانوا من العربِ (وهمْ منَ أصلٍ ساميٍّ) والأكرادِ (وهمْ منَ أصلٍ آريٍّ) ومختلفين منْ حيثُ الأصولِ جوهريّاً عنِ الأتراكِ، وأنَّ معظمَ تجارةِ الموصلِ معَ العراقِ وليس معَ الأناضولِ، وقدْ تم تكليفُ الحكومةِ البريطانية رسميّاً بالانتدابِ على العراقِ من قبلِ عصبةِ الأممِ، وأظهرتِ الثوراتُ الكرديّةُ في القرنِ التاسعَ عشرَ وقبلَ الحربِ أنَّ الأكرادَ لايؤيدونَ أن يكونوا جزءاً من تركيا. دفعتْ بريطانيا الخلافَ في النهايةِ إلى عصبةِ الأممِ التي قضتْ بأنّه لا يحقُّ لأيِّ طرفٍ احتلالُ المنطقةِ والسيطرةِ عليها [مايعني فعليّاَ إسقاطََ المطالبِ التركيّةِ لأنَّ الوجودَ البريطانيَّ كانَ انتداباً «شرعيّاً» تحتَ مظلةِ عصبةِ الأممِ. تجدرُ ملاحظةُ الأهميةِ الاستراتيجيّةِ المتعاظمةِ لمنطقةِ الموصلِ بسببِ تزايدِ أهمية النفطِ سريعاً بعدَ الحربِ، وكانَ نفطُ الموصلِ تستخرجهُ «شركةُ نفطِ العراقِ» الإنجليزيةُ وهوَ ما تركَ أثراً كبيراً على مواقفِ كلا الطرفينِ.

### مسألةُ المضائقِ
أكدتْ مسألةُ المضائقِ كذلكَ على جنونِ الارتيابِ السائدِ لدى الحلفاءِ منْ زحفِ البلاشفةِ. فرضتِ القوى المنتصرةُ على تركيا معاهدةَ سيفرَ التي وضعتِ السيطرةَ على المضائقِ تحتَ سلطةِ «لجنةِ المضائق». تكونتِ هذهِ اللجنةُ منْ ممثلي القوى العظمى واليونانِ ورومانيا وبلغاريا وتركيا. وفي لوزانَ غدتْ جلساتُ المؤتمرِ المخصّصةُ للمضائقِ مبارزةً بينَ المنوبينِ كرزونَ البريطاني وشيشيرين الروسي، طالب الروسُ بمرورِ السفنِ الحربيّةِ في جميعِ الأوقاتِ واستعادةِ السيادةِ التركيّةِ الكاملةِ على مضيقيْ البوسفورِ والدردنيلِ معَ حقّ تركيا غيرِ المقيّدِ بتحصينِ شواطئها. لكنْ في نهايةِ المطافِ انتصرَ الإنجليزُ إذْ نصتِ المادةُ الأولى من اتفاقيةِ المضائقِ المؤرخةِ في 24 يوليو 1923 على حريّةِ العبورِ والملاحةِ عبرَ المضائقِ أثناءَ السلمِ والحربِ، كما نصتِ المادةُ الرابعةُ على أن شواطئَ البوسفورِ والدردنيلِ وكذلكَ الجزرُ المجاورةُ في بحريْ إيجه ومرمرةَ ستكونُ منزوعةَ السلاحِ.

## نتائج المعاهدة
ذكرَ روبرتُ جيروورث أنَّ المؤتمرَ والمعاهدةَ الناجمةَ عنهُ وفرتِ الاعترافَ الدوليَّ للاتفاقَ اليونانيَّ-التركيَّ بإعادةِ توطينِ السكانِ على أساسٍ دينيٍّ وكانَ لهذا عواقبُ وخيمةٌ، وأهميةٌ تتجاوزُ بكثيرٍ نطاقَ اليونانِ وتركيا وحسبُ. إنَّ الاتفاقيةَ التركيةَ-اليونانيّةَ الموقعةَ في الثلاثينَ (30) منْ ينايرَ/كانونَ الثاني لعامِ 1923م في لوزانَ) لتبادلِ وإعادةِ توطينِ السكانِ طالتْ كلَّ الرعايا الذينَ ينتمونَ لدينٍ مختلفٍ حتى أولئكَ ممَّنْ يتكلمونَ لغةَ البلادِ كلغةٍ أمٍّ [كمسلمي كريتَ اليونانِ على سبيلِ المثالِ]، لقدْ أرستِ معاهدةُ لوزانَ فعليّاً سابقةً في القانونِِ الدوليِّ تمثلتْ بحقِّ الحكوماتِ في طردِ أعدادٍ كبيرةٍ من مواطنيها على أساسِ أنهم ينتمونَ لـ«لآخر». وقد قوَّضَ ذلكَ بشكلٍ مريعٍ التعدديّةَ الثقافيّةَ والعرقيّةَ والدينيّةَ كمثلٍ يمكنُ التطلعُ إليهِ للعيشِ المشتركِ، والواقعُ أنَّ معظمَ الناسِ -على الرَّغمِ منْ كلِّ نزاعاتِهمْ- منْ رعايا الإمبراطورياتِ الأوروبيّةِ السابقةِ عاشوا وتعاملوا وعوملوا بعدالةٍ حسنةٍ إلى حدٍّ كبيرٍ لعدةِ قرونٍ.
[بالمثلِ وباستثناءِ الفتنِ التي جرتْ أواخرَ الدولةِ العثمانيّةِ استناداً إلى أساسٍ طائفيًّ كمذابحِ عام 1860م في دمشقَ وجبلِ لبنانَ، ومذابحِ الأرمنِ (وهيَ التي يمكنُ أنْ تعزى إلى سياسةِ حكومةِ «الاتحادِ والترقّي»)، يمكنُ القولُ إنَّ هذا الحكمَ ينطبقُ إلى حدٍّ كبيرٍ على الدولةِ العثمانيّةِ كذلك.
علاوةً على ذلكَ فقدْ شكلتْ معاهدةُ لوزانَ تراجعاً عن مقرراتِ معاهدةِ سيفرَ بشأنِ دولةٍ أرمنيةٍ مستقلّةٍ، وإقليمٍ كرديٍّ ذاتيِّ الحكمِ في شرقِ الأناضول.

## تقييمات تاريخية
وقد أعلن ديفيد لويد جورج أن المعاهدة كانت «استسلامًا مهينًا وجبانًا ومخزيًا» للمملكة المتحدة.
يقول المؤرخ نورمان نايمارك: «كانت معاهدة لوزان بمثابة سابقة دولية محورية لنقل السكان ضد إرادتهم طوال القرن العشرين».
ويذكر المؤرخ رونالد غريغور سوني أن المعاهدة «أكدت بشكل أساسي فعالية عمليات الترحيل أو حتى التطهير العرقي القاتل كحل محتمل للمشاكل السكانية».
ويقول المؤرخ هانز لوكاس كيزر: «أقرت لوزان ضمنيًا سياسات شاملة لطرد وإبادة المجموعات العرقية المغايرة والمغايرة للدين مع ما في ذلك من جاذبية قاتلة للمراجعين الألمان والعديد من القوميين الآخرين».

## نظريات المؤامرة
لقد أدت معاهدة لوزان إلى ظهور عدد من نظريات المؤامرة إسلاموية في تركيا لتشويه الحكم القومي العلماني التركي العلماني للبلاد بعد الحرب. فعلى سبيل المثال، تم الادعاء في الأوساط المدنية والرسمية أن المعاهدة ستنتهي صلاحيتها في عام 2023. ووفقًا لنظرية المؤامرة، فإن تركيا ممنوعة من التنقيب عن مواردها الطبيعية (مثل البورون والنفط) بسبب ما يسمى «بـالمواد السرية» للمعاهدة؛ وبالتالي، ستصبح تركيا دولة متقدمة بسرعة من خلال التنقيب عن مواردها وتصديرها بمجرد انتهاء صلاحية المعاهدة.

## وصلات خارجية
- النص الكامل لمعاهدة لوزان (1923)
- معاهدة أوشي (1912)، وتعرف أيضا بمعاهدة لوزان الأولى. نسخة محفوظة 1 سبتمبر 2013 على موقع واي باك مشين.
- ترجمة معاهدة لوزان - المعهد المصري للدراسات eipss-eg.org